# UFC Fight Night: Hall vs. Silva
UFC Fight Night: Hall vs. Silva（ユーエフシー・ファイト・ナイト：ホール・バーサス・シウバ、別名UFC Fight Night 181、UFC on ESPN+ 39）は、アメリカ合衆国の総合格闘技団体「UFC」の大会の一つ。2020年10月31日、ネバダ州ラスベガスのUFC APEXで開催された。

## 大会概要
本大会ではユライア・ホールとアンデウソン・シウバのミドル級戦が組まれた。

## 試合結果

### プレリミナリーガード
第1試合 バンタム級 5分3R
○  マイルズ・ジョーンズ vs.  ケビン・ネイティヴィダド ×
3R 2:51 KO（右アッパー）
第2試合 ライトヘビー級 5分3R
○  ダスティン・ジャコビー vs.  ジャスティン・レデット ×
1R 2:38 TKO（右アッパー）
第3試合 175.5ポンド契約 5分3R
○  ジェイソン・ウィット vs.  コール・ウィリアムズ ×
2R 2:09 肩固め
※ウィリアムズの体重超過によりウェルター級から変更
第4試合 187.5ポンド契約 5分3R
○  ショーン・ストリックランド vs.  ジャック・マーシュマン ×
3R終了 判定3-0（30-27、30-27、30-27）
※マーシュマンの体重超過によりミドル級から変更
第5試合 バンタム級 5分3R
○  エイドリアン・ヤネス vs.  ビクター・ロドリゲス ×
1R 2:46 KO（左ハイキック）
第6試合 ライト級 5分3R
○  アレクサンダー・ヘルナンデス vs.  クリス・グレッツェマーカー ×
1R 1:46 KO（右アッパー→左フック）

### メインカード
第7試合 ライト級 5分3R
○  ティアゴ・モイゼス vs.  ボビー・グリーン ×
3R終了 判定3-0（29-28、29-28、29-28）
第8試合 ミドル級 5分3R
○  ケビン・ホランド vs.  チャーリー・オンティベロス ×
1R 2:39 TKO（スラム）
第9試合 ヘビー級 5分3R
○  グレッグ・ハーディ vs.  モーリス・グリーン ×
2R 1:12 TKO（左アッパー→パウンド）
第10試合 フェザー級 5分3R
○  ブライス・ミッチェル vs.  アンドレ・フィリ ×
3R終了 判定3-0（29-28、30-27、30-27）
第11試合 ミドル級 5分5R
○  ユライア・ホール vs.  アンデウソン・シウバ ×
4R 1:24 TKO（右フック→パウンド）

### 各賞
ファイト・オブ・ザ・ナイト：該当なし
パフォーマンス・オブ・ザ・ナイト：ケビン・ホランド、アレクサンダー・ヘルナンデス、エイドリアン・ヤネス、マイルズ・ジョーンズ
各選手にはボーナスとして5万ドルが授与された。

### カード変更
負傷などによるカードの変更は以下の通り。